# Campo de O'Donnell
Campo de O'Donnell (hrv: O'Donnellov kamp) je bivši višenamjenski stadion madridskog Reala. Bio je smješten u Madridu i imao je kapacitet od 5000 gledatelja. Otvoren je 1912., a zamijenjen je Linealom 1923. godine. Ime je dobio po dinastiji O'Donnell.

## Vanjske poveznice
- Povijest stadiona